# Sri Kembang
Sri Kembang is een bestuurslaag in het regentschap Banyuasin van de provincie Zuid-Sumatra, Indonesië. Sri Kembang telt 3694 inwoners (volkstelling 2010).